# Pardosa coloradensis
Pardosa coloradensis är en spindelart som beskrevs av Banks 1894. Pardosa coloradensis ingår i släktet Pardosa och familjen vargspindlar. Inga underarter finns listade i Catalogue of Life.